# Vệ tinh của vệ tinh
Vệ tinh của vệ tinh hay còn được gọi là vệ tinh phụ là một thiên thể có quỹ đạo quay xung quanh vệ tinh của một hành tinh. Đôi khi cụm từ vệ tinh phụ cũng nói về một vành đai quay xung quanh vệ tinh của một hành tinh.
Nó được suy ra từ nghiên cứu thực nghiệm về các vệ tinh tự nhiên trong Hệ Mặt Trời rằng các tiểu phần tử có thể là các yếu tố của các hệ hành tinh. Trong Hệ mặt trời các hành tinh khổng lồ có rất nhiều vệ tinh tự nhiên, còn bên ngoài Hệ mặt trời thì phần lớn các hành tinh được phát hiện cũng là các hành tinh khổng lồ, ít nhất là Kepler-1625b có thể có một vệ tinh rất lớn, được đặt tên là Kepler-1625b I và những vệ tinh rất lớn này cũng có thể có các vệ tinh nhỏ hơn quay xung quanh. Do đó thật hợp lý khi cho rằng các tiểu phần tử có thể tồn tại trong Hệ Mặt trời và trong các hệ hành tinh ngoài Hệ Mặt trời.
Tuy nhiên, không có bất cứ "vệ tinh của vệ tinh" nào được phát hiện hay các thứ khác quay xung quanh vệ tinh của một hành tinh được biết đến tới nay (năm 2023) trong Hệ mặt trời hoặc ngoài Hệ mặt trời. Trong hầu hết các trường hợp, hiệu ứng thủy triều của hành tinh sẽ làm cho một hệ thống như vậy không ổn định. Trong hệ mặt trời thì chỉ có vệ tinh Rhea của sao Thổ là có khả năng đang tồn tại vành đai quay xung quanh, tuy nhiên sự tồn tại của vành đai này vẫn còn đang gây tranh cãi và không thể chắc chắn là nó có thật hay không vì tàu thám hiểm sao Thổ Cassini khi chụp hình vệ tinh Rhea đã không thể phát hiện ra được vành đai này.

## Các trường hợp tự nhiên có thể

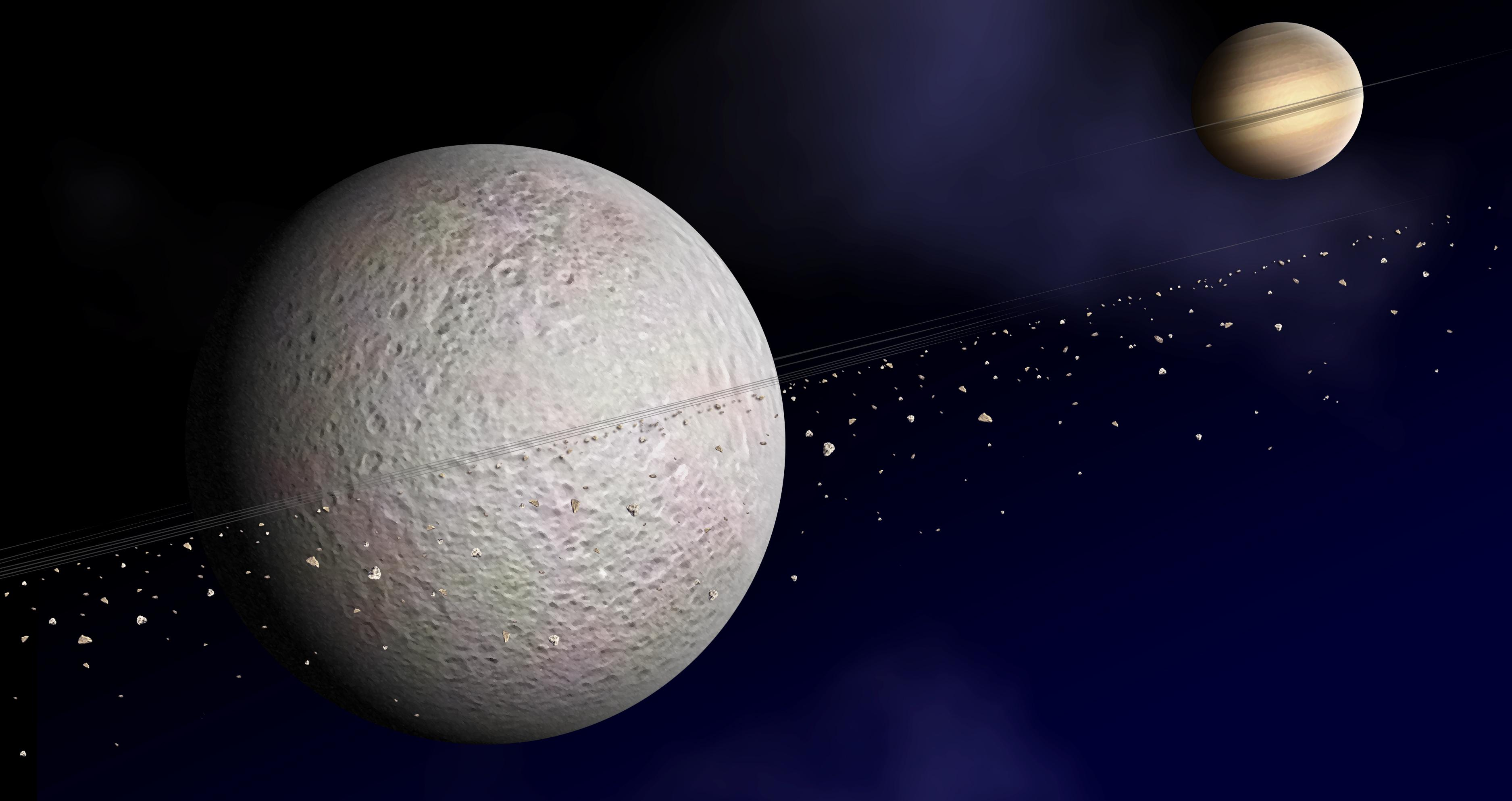
Minh họa của họa sĩ về vành đai quay xung quanh vệ tinh Rhea của sao Thổ.

### Rhea
Ngày 6 tháng 3 năm 2008, NASA công bố việc phát hiện thấy một hiện tượng rất có thể là vành đai rất mỏng xung quanh Rhea. Đây có thể là vành đai đầu tiên của một vệ tinh được phát hiện. Người ta phát hiện ra hiện tượng được cho là đang tồn tại vành đai này nhờ những quan sát về sự thay đổi của dòng electron trong từ trường của Sao Thổ. Việc phát hiện hệ thống vành đai xung quanh vệ tinh tự nhiên Rhea của Sao Thổ  dẫn đến các tính toán chỉ ra rằng các vệ tinh quay quanh Rhea sẽ có quỹ đạo ổn định. Hơn nữa, các vòng của vành đai mà họ nghi ngờ là có thật được cho là hẹp. Tuy nhiên, các hình ảnh được nhắm mục tiêu được chụp bởi tàu vũ trụ Cassini đã không thể phát hiện bất cứ thứ gì quay xung quanh Rhea.

### Iapetus
Người ta cũng đề xuất rằng vệ tinh Iapetus của sao Thổ có thể cũng đã từng sở hữu một vành đai trong quá khứ nhưng bây giờ không còn nữa, đây là một trong một số những giả thuyết được đưa ra để giải thích cho sườn núi ở xích đạo rất bất thường của nó, họ cho rằng sườn núi này có thể là các mảnh vụn của vành đai Iapetus nhưng qua thời gian đã bị Iapetus hút vào và dính chặt vào vùng xích đạo của nó tạo ra các sườn núi ở khu vực này.

## Các trường hợp nhân tạo
Nhiều tàu vũ trụ đã quay quanh Mặt Trăng của Trái Đất, bao gồm cả tàu có người lái của chương trình Apollo. Kể từ năm 2018, không có vật thể nhân tạo nào quay quanh bất kỳ vệ tinh nào khác. Năm 1988, Liên Xô đã không thành công trong việc đưa hai tàu thăm dò không người lái lên các quỹ đạo gần như xung quanh vệ tinh Phobos của Sao Hỏa.